# (35602) 1998 HC124
1998 HC124 (asteroide 35602) é um asteroide da cintura principal. Possui uma excentricidade de 0.15475080 e uma inclinação de 9.44277º.
Este asteroide foi descoberto no dia 23 de abril de 1998 por LINEAR em Socorro.